# 托坎廷斯州圣费利克斯
托坎廷斯州圣费利克斯（葡萄牙語：São Félix do Tocantins）是巴西托坎廷斯州的一个市镇。总面积1908.669平方公里，总人口1409人，人口密度0.7人/平方公里。